# 五角化扭棱十二面體
在幾何學中，五角化扭棱十二面體是一種凸多面體，乍看之下像是由正三角形組成，但實際上正三角形只有80个，其余60个是等腰三角形。

五角化扭棱十二面體的旋轉動畫